# Новофёдоровка (Алтайский край)
Новофёдоровка — посёлок в Хабарском районе Алтайского края России. Входит в состав Новоильинского сельсовета.

## История
Основан в 1911 году. В 1928 г. посёлок Ново-Фёдоровка состоял из 42 хозяйств, основное население — украинцы. В составе Михайловского сельсовета Хабаровского района Славгородского округа Сибирского края.
В 4,5 км к северу находился основанный в 1911 году посёлок Белая Дубрава, ныне упразднённый.

## Население
| 1997 | 1998 | 1999 | 2000 | 2001 | 2002 | 2003 |
| ---- | ---- | ---- | ---- | ---- | ---- | ---- |
| 97   | ↗105 | ↘100 | ↗108 | ↘103 | ↘94  | ↘53  |
| 2004 | 2005 | 2006 | 2007 | 2008 | 2009 | 2010 |
| ↗79  | ↘72  | ↘60  | ↘56  | ↗60  | ↘52  | ↘5   |
| 2011 | 2012 | 2013 |      |      |      |      |
| ↗7   | ↘3   | ↘2   |      |      |      |      |